# Levasseur PL 9
Le Levasseur PL 9 est un avion biplace d’entraînement embarqué, utilisé par l’aéronavale française.

## Développement

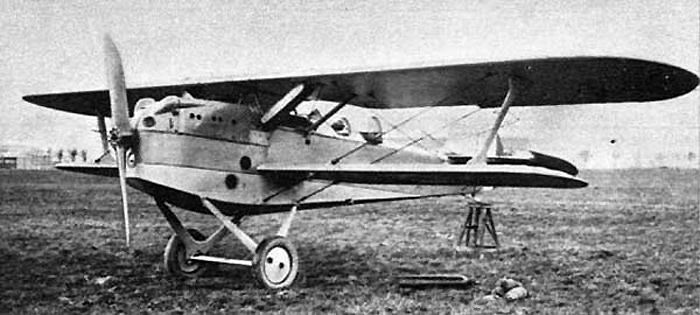
Le Levasseur PL 5, avion duquel découle le PL 9.

Dérivé du PL 5, il diffère de celui-ci principalement par une nouvelle conception des ailes et un réaussement des sièges d’instructeur et de cadets pour une meilleure visibilité.
C'était un Sesquiplan (un biplan dont l'aile haute est au moins deux fois plus importante que l'aile basse) doté d'un cockpit ouvert pouvant accueillir un équipage de deux personnes en tamdem (les deux membres d’équipage sont assis l'un derrière l'autre). Comme d'autres conceptions navales Levasseur de l'époque, elle incorporait plusieurs dispositifs de sécurité en cas d'amerrissage en mer. Mis à part les petits flotteurs fixés directement sur la partie inférieure de l'aile inférieure, les unités principales du train d'atterrissage fixe à patins arrière pouvaient être larguées en vol, et la partie inférieure du fuselage avait la forme d'un bateau et était étanche .

## Utilisation
L’avion fut utilisé par l’Aéronavale qui reçut six appareils sous la désignation PL 9 ET.2b centre d’entraînement du Palyvestre, mais en raison de vibrations moteurs leur durée de vie fut courte et ils cessèrent d’être utilisés en 1935.